# Ушіян (дегестан)
Ушіян (перс. اوشیان) — дегестан в Ірані, у бахші Чабоксар, в шагрестані Рудсар остану Ґілян. За даними перепису 2006 року, його населення становило 11269 осіб, які проживали у складі 3216 сімей.

## Населені пункти
До складу дегестану входять такі населені пункти:
- Арзан-Поште
- Бала-Махале-Касемабад
- Бандбон-е-Касемабад
- Біне-Паглю
- Галю-Кале
- Гарат-Бар
- Джанґсара
- Ду-Ґоль-Сар
- Кабутар-Абкеш
- Калудж-Ґавабар
- Канд-Сар
- Касемабад-е-Софлі
- Кутале
- Ліг-Колям
- Ліме-Сара
- Мазі-Кале-Поште
- Масарак
- Міянде
- Мольк-е-Міян
- Паїн-Махале-Касемабад
- Сарулат
- Сіях-Кеш
- Сорхані
- Тале-Сар
- Тарк
- Туска-Махале-Касемабад
- Ушіян
- Фекеджур
- Хане-Сар
- Хошка Сара
- Чамалк-Сара
- Шейх-Загед-Махале
- Шемшад-Поште